# Matsubara, Ōsaka
Matsubara (松原市 Matsubara-shi) là thành phố thuộc phủ Ōsaka, Nhật Bản. Tính đến ngày 1 tháng 10 năm 2020, dân số ước tính thành phố là 117.641 người và mật độ dân số là 7.100 người/km2. Tổng diện tích thành phố là 16,66 km2.

## Giao thông

### Đường sắt
Kintetsu Railway -  Tuyến Kintetsu Minami Osaka
- Kawachi-Amami - Nunose - Takaminosato - Kawachi-Matsubara

### Cao tốc/Xa lộ
- Cao tốc Kinki
- Cao tốc Hanwa
- Cao tốc Nishi-Meihan
- Quốc lộ 309